# ICCM Medal of Mathematics
Die ICCM Medal of Mathematics (bis 2016 Morningside Medal) ist eine alle drei Jahre auf dem Internationalen Kongress Chinesischer Mathematiker (ICCM) verliehene Auszeichnung in Mathematik. Es gibt eine Gold- und eine Silbermedaille mit einer Dotierung von 25.000 bzw. 10.000 Dollar. Die Medaille zeigt ein Möbiusband und einen Fundamentalbereich der Modulgruppe. Sie wird seit 1998 verliehen. Der Mathematiker sollte chinesischer Herkunft und unter 45 Jahre alt sein. Sie wurde zuerst 1998 auf dem ersten ICCM in Peking verliehen.
Im Auswahlkomitee saß unter anderem Shing-Tung Yau. Die Preisträger halten Vorträge auf dem ICCM.
Sie war nach dem Sponsor, der Venture-Kapitalfirma Morningside Group (Hongkong) benannt.

## Preisträger
Goldmedaille:
- 1998  Chang-Shou Lin (National Chung Cheng University) für Arbeiten zur Differentialgeometrie und PDE (isometrische Einbettungsprobleme, skalare Krümmung, semilineare elliptische PDE), Shou-Wu Zhang (Columbia University) für Arbeiten in arithmetischer algebraischer Geometrie und Zahlentheorie.
- 2001 Horng-Tzer Yau (New York University) für mathematische Physik,  Jun Li (Stanford University) für Algebraische Geometrie (Modulräume von Vektorbündeln und Theorie stabiler Abbildungen und Invarianten von Calabi-Yau-Mannigfaltigkeiten)
- 2004 Kefeng Liu (Zhejiang University, für Untersuchungen zum elliptischen Geschlecht von Edward Witten, Mirror-Symmetrie und Modulräume in der Algebraischen Geometrie), Zhouping Xin (Chinese University of Hong Kong, für Untersuchungen zu nichtlinearen PDE und speziell dem Beweis der globalen Existenz von Lösungen der Prandtl-Gleichungen in der Grenzschichttheorie und einen neuen Zugang zur Behandlung des Problems transsonischer Stoßwellen in einer Düse mit dem Beweis einer alten Vermutung von Richard Courant und Kurt Friedrichs und dem Nachweis der Stabilität dieser Stoßwellen), Zhiliang Ying (Columbia University, Statistik, stochastische Prozesse), Thomas Yizhao Hou (Caltech) für Arbeiten in Numerischer Mathematik und Anwendungen von PDE (Konvergenz der Punkt-Vortex-Methode, numerische Methoden für Grenzflächen von Flüssigkeiten mit Oberflächenspannung, Analyse dreidimensionaler Vortex-Schichten, Singularitätskriterien für die dreidimensionale Eulergleichung).
- 2007 Jianqing Fan (Princeton University, Statistik), Xu-Jia Wang (Australian National University, nichtlineare elliptische PDE und Theorie Hessescher Maße, Lösung einiger lange offener Probleme in affiner Geometrie und Differentialgeometrie)[2]
- 2010 Mu-Tao Wang (Columbia University), Sijue Wu (University of Michigan), Jun S. Liu (Harvard University)
- 2013 Xuhua He (Hong Kong University of Science and Technology),  Tian Ye (Chinesische Akademie der Wissenschaften), Xianfeng Gu (State University of New York at Stony Brook) für Angewandte Mathematik[3]
- 2016 Li Si (Tsinghua-Universität), Zhang Wei (Columbia University), Yin Wotao (University of California, Los Angeles)[4]
- 2019 Yun Zhiwei, (Massachusetts Institute of Technology), Zhu Xinwen, (California Institute of Technology)[5]
- 2022 Ding Jian, (Peking University) für die Lösung mehrerer seit langem bestehender Probleme in der Wahrscheinlichkeitsrechnung und mathematischen Physik.[6]

Silbermedaille:
- 1998 Raymond Chan (Chinese University of Hong Kong) für Numerische Mathematik, Chong-Qing Cheng (Nanjing University) für Dynamische Systeme und Hamiltonsche Dynamik, Kefeng Liu (UCLA) für Topologie, Geometrie und mathematische Physik, Tong Yang (City University of Hong Kong) für Wohlgestelltheit von Problemen bei hyperbolischen Erhaltungssätzen.
- 2001 Daqing Wan (University of California at Irvine, Beweis der Vermutung von Bernard Dwork über L-Funktionen über endlichen Körpern), Chin-Lung Wang (Tsing Hua University, Birationale Modelle singulärer algebraischer Varietäten), Sijue Wu (University of Maryland, College Park, für den Beweis der lokalen Wohlgestelltheit von Wasserwellen-Problemen in Sobolev-Räumen und für beliebige Dimension), Nanhua Xi (Chinesische Akademie der Wissenschaften, für die Lösung einer Vermutung von George Lusztig)
- 2004  Jinyi Cai (University of Wisconsin-Madison, für die Lösung langer offener Probleme von Juris Hartmanis über dünnbesetzte Mengen (sparse sets) und Beiträge zur Komplexitätstheorie),  Aiko Liu (University of California, Berkeley) für Beiträge zur Seiberg-Witten-Theorie und Topologie symplektischer 4-Mannigfaltigkeiten (Anwendung der Seiberg-Witten-Theorie auf das Problem des Abzählens von modularen Kurven in algebraischen Flächen), Zhu Xiping (Zhongshan University) für Arbeiten zum Ricci-Fluss auf Kähler-Mannigfaltigkeiten und die Geometrie vollständiger Kählermannigfaltigkeiten mit positiver Krümmung.
- 2007 Chiu-Chu Melissa Liu (Columbia University, für Gromov-Witten-Invariante, Theorie des topologischen Vertex, eine neue Definition quasi-lokaler Masse in der Allgemeinen Relativitätstheorie), Lizhen Ji (University of Michigan, Spektrale Geometrie, Beweis der trace class Vermutung in der Theorie automorpher Formen, Untersuchung von Kompaktifizierungen in verschiedenen symmetrischen und lokal symmetrischen Räumen), Shi Jin (University of Wisconsin-Madison, für numerische Methoden für hochfrequente und quantisierte Wellen in heterogenen Medien und Multiskalenmethoden für kinetische und hyperbolische Differentialgleichungen), Chiun-Chuan Chen (National Taiwan University, für Untersuchungen über nichtlineare elliptische PDE und die Regularität der Navier-Stokes-Gleichungen), Ye Tian (Chinesische Akademie der Wissenschaften, für Untersuchungen zur Vermutung von Birch und Swinnerton-Dyer sowohl für elliptische Kurven als auch für bestimmte abelsche Varietäten mit komplexer Multiplikation)
- 2010 Jungkai Alfred Chen (National Taiwan University), Meng Chen (Fudan University), Jixiang Fu (Fudan University), Juncheng Wei (Chinese University of Hong Kong)
- 2013 Chieh-Yu Chang (National Tsing Hua University), Xiaoqing Li (State University of New York at Buffalo), Hao Xu (Harvard University), Tai-Peng Tsai (University of British Columbia)
- 2016 Bing-Long Chen (Sun Yat-sen University), Kai-Wen Lan (Princeton University), Ronald Lok Ming Lui (University of Hong Kong), Jun Yin (University of California, Los Angeles), Lexing Ying (Stanford University), Zhiwei Yun (Yale University)[7]
- 2019 Zhengwei Liu (Harvard University)[8]
- 2022 Miao Shuang (Wuhan University), Wu Hao (Tsinghua University), Eric T. Chung (Chinese University of Hong Kong), Yu-Wei Fan (Tsinghua University), und Chen Gao (University of Science and Technology of China).[9]

Morningside Special Achievement Award in Mathematics:
- 2013 Yitang Zhang

International Cooperation Award of ICCM:
- 2004 John H. Coates
- 2007 Stanley J. Osher
- 2010 Richard M. Schoen
- 2013 Jean-Pierre Serre
- 2016 Björn Engquist
- 2019 Vaughan F. R. Jones, (Vanderbilt University, Nashville, USA)[10]
- 2022 Leon Simon, (Stanford University)[11]